# Las Palmas, San Blas
Las Palmas är en ort i Mexiko.   Den ligger i kommunen San Blas och delstaten Nayarit, i den centrala delen av landet, 700 km väster om huvudstaden Mexico City. Las Palmas ligger 128 meter över havet och antalet invånare är 191.
Terrängen runt Las Palmas är kuperad söderut, men norrut är den platt. Runt Las Palmas är det ganska glesbefolkat, med 48 invånare per kvadratkilometer. Närmaste större samhälle är Villa Hidalgo, 15,1 km nordväst om Las Palmas. I omgivningarna runt Las Palmas växer i huvudsak lövfällande lövskog.